# Държавен фолклорен ансамбъл „Филип Кутев“
Държавният фолклорен ансамбъл „Филип Кутев“ е български фолклорен ансамбъл, основан в София през 1951 година. Той е сред първите подобни големи професионални ансамбли за българска народна музика, като основа на репертоара му са композиторски обработки на фолклорна музика и авторски произведения в нейния дух.
Ансамбълът включва характеризиращ се с открито пеене тригласен хор, танцов състав и инструментален оркестър с групирани в оркестрови групи по образеца на симфоничните оркестри традиционни фолклорни инструменти, често модифицирани за постигане на хармонично звучене.

## История
Ансамбълът е основан на 1 май 1951 година по модела на гастролиралия малко по-рано в България руски хор „Пятницки“. Водеща роля в създаването му има композиторът Филип Кутев, като в инициативата участват различни други институции (Комитетът за изкуство и култура, Радио „София“, Етнографският институт) и личности (Марин Големинов, Асен Разцветников, Илия Бешков, Константин Петканов, Райна Кацарова, Елена Стоин, Иван Качулев). Филип Кутев създава и ранния репертоар на ансамбъла със свои обработки на фолклорна музика и авторски композиции.
След смъртта на Филип Кутев ансамбълът носи неговото име. През първите години в ансамбъла постъпват творци от различни фолклорни области на България. През годините се сменят поколения танцьори, певци и музиканти в областта на българския фолклор. От 2021 година директор на ансамбъла е Георги Андреев.

## Художествени ръководители
- Иван Кавалджиев
- Живка Клинкова
- Красимир Кюркчийски
- Павлина Бедрова
- Кирил Дженев
- Мария Кънчева
- Михаил Йорданов
- Йордан Янакиев
- Стефан Драгостинов[3]

## Изяви
Националният фолклорен ансамбъл е изнасял свои представления на 4 континента. Взимал е участие в различни фолклорни фестивали, както и в провеждания ежегодно в Созопол български културен фестивал „Празници на изкуствата Аполония“.
През 2011 година получава Награда „Нестинарка“ на Международния фолклорен фестивал в Бургас.